# یاسوتوشی موریاما
یاسوتوشی موریاما (انگلیسی: Yasutoshi Moriyama؛ زادهٔ ۴ اوت ۱۹۵۷) کشتی‌گیر اهل ژاپن بود.